# Amazonen auf dem Mond oder Warum die Amis den Kanal voll haben
Amazonen auf dem Mond oder Warum die Amis den Kanal voll haben (Alternativtitel: Amazonen auf dem Mond, Originaltitel: Amazon Women on the Moon) ist eine US-amerikanische Filmkomödie aus dem Jahr 1987. Sie besteht aus 22 Episoden (in einer anderen Fassung 21 Episoden), bei denen Joe Dante, Carl Gottlieb, Peter Horton, John Landis und Robert K. Weiss Regie führten. Die deutsche Premiere fand am 22. Dezember 1988 statt.

## Handlung
Der Film besteht aus einer Aneinanderreihung verschiedenster Sketche und Episoden. Zentraler Angelpunkt ist dabei eine (immer wieder durch „technische Probleme“ unterbrochene) Ausstrahlung des fiktiven B-Movies aus den 1960er Jahren „Amazonen auf dem Mond“ im Nachtprogramm eines Fernsehsenders. Um die rudimentären Handlungsstücke herum erfolgen weitere Einspielungen von Parodien auf Werbung sowie Sketche mit unterschiedlichen Themen.

## Kritiken
Roger Ebert schrieb in der Chicago Sun-Times vom 18. September 1987, der Film hätte vielleicht 20 Jahre früher etwas frech gewirkt. Inzwischen sei man jedoch von derart flachen Satiren abgekommen. Viele Sketche würden originelle und sogar witzige Ideen aufweisen, doch insgesamt gehe dem Film über längere Strecken „die Munition aus“.
Das Lexikon des internationalen Films schrieb: „Eine Fortsetzung des 1977 produzierten Films „Kentucky Fried Movie“ von John Landis, dominiert von harmlosem Ulk und spielerischem Blödsinn, ohne sonderlichen Einfallsreichtum und weitgehend ohne kritischen Biß.“

## Hintergrund
Der Film wurde in Kalifornien gedreht. Er spielte in den Kinos der Vereinigten Staaten ca. 549.000 US-Dollar ein.